# Spinoso
Spinoso é uma comuna italiana da região da Basilicata, província de Potenza, com cerca de 1.778 habitantes. Estende-se por uma área de 37 km², tendo uma densidade populacional de 48 hab/km². Faz fronteira com Castelsaraceno, Grumento Nova, Montemurro, San Chirico Raparo, San Martino d'Agri, Sarconi.

## Demografia
| Variação demográfica do município entre 1861 e 2011                               |
|                                                                                   |
| Fonte: Istituto Nazionale di Statistica (ISTAT) - Elaboração gráfica da Wikipedia |